# Сернаджотто, Педро
Пе́дро (Пье́тро) Сернаджо́тто (итал. Pedro (Pietro) Sernagiotto; 17 ноября 1908, Сан-Паулу — 5 апреля 1965, Сан-Паулу), также известный под именем Министри́ньо (порт.-браз. Ministrinho) — бразильский и итальянский футболист, правый полузащитник. Являлся самым популярным футболистом в Сан-Паулу в 1929 году по опросу местной газеты, проведённому в то время.

## Карьера
Педро Сернаджотто родился в семье фриулов, приехавших из Италии. Он вырос в районе Сан-Паулу, Руа-Аугусту. Там его заметили скауты клуба «Палестра Италия», пригласившие Педро на просмотр. Там футболист уверенно прошёл просмотр и 13 ноября 1927 году дебютировал в составе команды в матче с «Американо», в котором забил гол, а его команда победила 6:2. В «Палестре» он же получил своё прозвище Министриньо («Маленький министр»), в честь игрока клуба Джованни Дел Министро. В составе «Палестры» Сернаджотто провёл 4 сезона. Также он дебютировал 24 февраля 1929 года в составе сборной Бразилии в игре с клубом «Рампла Хуниорс». 1 августа 1930 года Министриньо сыграл в матче со сборной Франции. Всего за национальную команду он провёл 3 игры.
В конце 1930 года итальянский клуб «Ювентус» договорился с «Палестрой» о переходе игрока. Сернаджотто приплыл в Италию в 1931 году, однако оказалось, что во время плавания футболист подписал другой договор, с клубом «Дженоа». За это бразилец был дисквалифицирован руководством футбола Италии сроком на один год. Из-за этого полузащитник выступал за бьянконери только в товарищеских играх. С сезона 1932/1933 Педро стал выступать за «Ювентус». Он дебютировал в составе команды 29 июня 1932 года в матче Кубка Митропы с венгерским «Ференцварошем», в котором «Ювентус» победил 4:0, а один из голов забил сам Педро. В составе «Юве» игрок провёл два сезона, сыграв в 60 играх и забив 16 голов. Тогда же он получил итальянское гражданство на имя Пьетро Сернаджотто и 22 октября 1933 года сыграл в составе второй сборной Италии товарищеский матч с командой Венгрии, завершившийся вничью 4:4.
В 1934 году Сернаджотто вернулся в Бразилию. Там он играл за «Палестру», «Сан-Паулу» и «Португезу». В 1942 году он выиграл в составе «Палестры», сменившей название на «Палмейрас», чемпионат штата Сан-Паулу. В 1943 году Сернаджотто провёл прощальный матч в «Палмейрасе» против клуба «Васко да Гама». Всего за клуб он провёл 117 игр и забил 44 мяча, по другим данным 118 игр и 42 гола, из них 35 игр и 13 голов в чемпионате Сан-Паулу.
Завершив карьеру игрока, Сернаджотто занялся торговлей обуви и имел газовую колонку.

## Международная статистика
| Матчи Министриньо за сборную Бразилии | Матчи Министриньо за сборную Бразилии | Матчи Министриньо за сборную Бразилии | Матчи Министриньо за сборную Бразилии | Матчи Министриньо за сборную Бразилии | Матчи Министриньо за сборную Бразилии | Матчи Министриньо за сборную Бразилии |
| ------------------------------------- | ------------------------------------- | ------------------------------------- | ------------------------------------- | ------------------------------------- | ------------------------------------- | ------------------------------------- |
| №                                     | Дата                                  | Место проведения                      | Оппонент                              | Счёт                                  | Голы                                  | Турнир                                |
| 1                                     | 24 февраля 1929                       | Рио-де-Жанейро                        | Рампла Хуниорс                        | 4:2                                   | -                                     | Товарищеский матч                     |
| 2                                     | 1 августа 1930                        | Рио-де-Жанейро                        | Франция                               | 3:2                                   | -                                     | Товарищеский матч                     |
| 53                                    | 2 июля 1931                           | Сан-Паулу                             | Ференцварош                           | 6:1                                   | -                                     | Товарищеский матч                     |

## Достижения
- Чемпион Италии: 1933, 1934
- Чемпион штата Сан-Паулу: 1942

## Личная жизнь
Сернаджотто был женат. Со своей невестой они обвенчались в Турине, там же был рождён его первый ребёнок. После возвращения в Бразилию, у Педро родились ещё двое детей.